# Onthophagus ursus
Onthophagus ursus là một loài bọ cánh cứng trong họ Bọ hung (Scarabaeidae).